# 海南鰆鲹
海南鰆鲹（学名：Chorinemus hainanensis）为鲹科鰆鲹属的鱼类。其种加词“hainanensis”意为“海南的”。在中国，分布于南海等海域。